# Cakile maritima subsp. maritima
Cakile maritima subsp. maritima é uma subespécie de planta com flor pertencente à família Brassicaceae. 
A autoridade científica da subespécie é Scop., tendo sido publicada em Fl. Carniol. ed. 2 2: 35 (1771).
O seu nome comum é eruca-marítima.

## Portugal
Trata-se de uma subespécie presente no território português, nomeadamente em Portugal Continental e no Arquipélago da Madeira.
Em termos de naturalidade é nativa das duas regiões atrás indicadas.

## Protecção
Não se encontra protegida por legislação portuguesa ou da Comunidade Europeia.